# Norovce
Norovce (bis 1927 slowakisch auch „Onorovce“; deutsch Norowitz, ungarisch Onor) ist eine slowakische Gemeinde im Okres Topoľčany und im Nitriansky kraj mit 314 Einwohnern (Stand 31. Dezember 2024).

## Geographie
Die Gemeinde befindet sich im Mittelteil des Hügellands Nitrianska pahorkatina, am Bach Solčiansky potok im Einzugsgebiet der Bebrava. Das Ortszentrum liegt auf einer Höhe von 240 m n.m. und ist 11 Kilometer von Topoľčany entfernt.
Nachbargemeinden sind Šišov im Norden, Chudá Lehota im Nordosten und Osten, Solčianky im Südosten, Topoľčany (Stadtteil Veľké Bedzany) im Süden, Prašice im Westen und Tvrdomestice im Nordwesten.

## Geschichte
Norovce wurde zum ersten Mal 1113 als Honor schriftlich erwähnt und war damals Besitz des Klosters Zobor, später des Bistums Neutra. Im 17. Jahrhundert lag das Dorf in der Herrschaft Krušovce, im 18. Jahrhundert war es Besitz der Familie Újfalussy und im Jahr 1761 der Familie Prileszky. 1715 wohnten vier, 1720 sieben Haushalte im Ort, 1787 hatte die Ortschaft 33 Häuser und 237 Einwohner. 1828 zählte man 29 Häuser und 202 Einwohner, die vorwiegend als Obstbauern sowie auch als Landwirte und Köhler beschäftigt waren.
Bis 1918 gehörte der im Komitat Neutra liegende Ort zum Königreich Ungarn und kam danach zur Tschechoslowakei beziehungsweise heute Slowakei. In der ersten tschechoslowakischen Republik waren die Einwohner als Landwirte und Arbeiter im örtlichen Großgut beschäftigt.

## Bevölkerung
| Jahr                | 1994 | 2004    | 2014    | 2024    |
| ------------------- | ---- | ------- | ------- | ------- |
| Anzahl der Personen | 365  | 332     | 321     | 314     |
| Unterschied         |      | −9,04 % | −3,31 % | −2,18 % |

| Jahr                | 2023 | 2024    |
| ------------------- | ---- | ------- |
| Anzahl der Personen | 323  | 314     |
| Unterschied         |      | −2,78 % |

Gemäß der Volkszählung 2011 wohnten in Norovce 326 Einwohner, davon 317 Slowaken, zwei Magyaren sowie jeweils ein Russe und Tscheche. Fünf Einwohner machten keine Angabe zur Ethnie.
292 Einwohner bekannten sich zur römisch-katholischen Kirche, zwei Einwohner zur evangelisch-methodistischen Kirche, jeweils ein Einwohner zu den christlichen Gemeinden und zur orthodoxen Kirche und ein Einwohner zu einer anderen Konfession. 13 Einwohner waren konfessionslos und bei 16 Einwohnern wurde die Konfession nicht ermittelt.

## Bauwerke und Denkmäler
- Kapelle im Barockstil aus dem Jahr 1733
- römisch-katholische Kirche Sieben Schmerzen Mariens aus dem Jahr 1951